# (8886) Elaeagnus
(8886) Elaeagnus es un asteroide perteneciente al cinturón de asteroides, descubierto el 9 de marzo de 1994 por Eric Walter Elst desde el Centro de Investigaciones en Geodinámica y Astrometría, Caussols, Francia.

## Designación y nombre
Designado provisionalmente como 1994 EG6. Nombrado por las Elaeagnaceae, la familia de las acebuches, con tres géneros y unas 50 especies. En muchas especies, las flores se transforman en frutos comestibles. Elaeagnus angustifolia (olivo ruso) tiene un importante valor comercial por sus frutos. 

## Características orbitales
Elaeagnus está situado a una distancia media del Sol de 2,246 ua, pudiendo alejarse hasta 2,691 ua y acercarse hasta 1,800 ua. Su excentricidad es 0,199 y la inclinación orbital 6,177 grados. Emplea 1229,06 días en completar una órbita alrededor del Sol.
Pertenece a la familia de asteroides de (883) Matterania.

## Características físicas
La magnitud absoluta de Elaeagnus es 15,05. Tiene 3,358 km de diámetro. Su albedo se estima en 0,157.